# Allograpta borbonica
Allograpta borbonica är en tvåvingeart som beskrevs av Kassebeer 2000. Allograpta borbonica ingår i släktet Allograpta och familjen blomflugor.
Artens utbredningsområde är Réunion. Inga underarter finns listade i Catalogue of Life.